# بيتسي أتكينز
بيتسي أتكينز (بالإنجليزية: Betsy Atkins)‏ هي سيدة أعمال أمريكية، ولدت في 1953.

## وصلات خارجية
- بيتسي أتكينز على موقع إن إن دي بي (الإنجليزية)